# Hẹ tây
Hẹ tây là từ chung được sử dụng để chỉ tới ba loại thực vật khác nhau trong chi Allium. 
- Loại thứ nhất là Allium oschaninii, là loài mọc hoang dã từ Trung Á tới Tây Nam Á, còn gọi là hành xám Pháp.
- Loại thứ hai là một thứ của hành tây: Allium cepa var. aggregatum[1] hay hành đỏ Pháp.
- Loại thứ ba là loài Allium ascalonicum,[2]: hành tím,[3] hay hành ta.[4]

Chi Allium (gồm các loại hành, tỏi) nay thường được xếp vào họ Amaryllidaceae nhưng trong quá khứ lại được xem là thuộc họ Alliaceae.
Khi thân hành chưa phát triển hoàn chỉnh thì hẹ tây cũng được gọi là hành lá.

## Gieo trồng
Hẹ tây được nhân giống từ thân hành, thông thường được trồng vào khoảng tháng 9 hay tháng 10, nhưng cây mẹ không thể thu hoạch trước tháng 2 hay đầu tháng 3 năm sau. Khi trồng, phần đỉnh của củ cần phải nhô cao hơn mặt đất một chút, và cần bới bớt đất xung quanh củ khi rễ bắt đầu mọc. Chúng cũng không nên trồng ở các vùng mới bón phân hữu cơ. Khoảng tháng 7 hay tháng 8 năm sau thì chúng có thể thu hoạch mặc dù hiện nay có thể tìm thấy trong các siêu thị hẹ tây đã một năm tuổi.

## Công dụng
Hẹ tây được trồng và sử dụng rộng rãi trong nấu ăn, để tạo hương vị thơm ngon khi làm các món ngâm dấm. Hương vị của nó thơm ngon hơn của hành tây. Hẹ tây thái nhỏ và được rán qua dầu ăn hay mỡ được sử dụng làm gia vị trong ẩm thực phương Đông. Hẹ tây đắt tiền hơn nhiều so với hành tây, đặc biệt là ở Mỹ do chúng gần như phải nhập khẩu toàn bộ từ Pháp. Giống như hành tây, khi thái nhỏ thì thân hành của hẹ tây giải phóng các hợp chất kích thích mắt và làm người ta chảy nước mắt. Xem thêm hành tây để biết thêm về thảo luận cho hiện tượng này.